# Convento de San Marcos (Florencia)
El convento de San Marcos fue un antiguo convento dominico italiano erigido en la Florencia medieval. El primer convento pertenecía a los vallombinos y posteriormente paso a manos de los silvestrinos, ambas ramas de los benedictinos. A instancias de Cosme de Médici, tras su retorno del exilio de 1434, pasó a depender de los dominicos y el propio Cosme sufragó una modernización y reconstrucción de los edificios, realizada  a partir de  1437 por el arquitecto Michelozzo y consagrada durante la noche de la Epifanía de 1443 en presencia del papa Eugenio IV.
El complejo fue expropiado por primera vez en 1808, devuelto a los frailes tras la caída de Napoleón y posteriormente confiscado en gran parte por el Estado en 1866. La iglesia y las salas que daban al claustro de San Domenico siguieron siendo propiedad de los dominicos. Tras una restauración y adaptación general, el complejo fue reabierto en gran medida como museo en 1869, tras haber sido declarado monumento de importancia nacional. 
El prior provincial de los dominicos, reelegido en 2017 para un segundo mandato de cuatro años, firmó en junio de 2018 el decreto de supresión del convento de San Marcos, que perdió su autonomía, dejando como única sede de los dominicos en la ciudad a Santa María Novella.
Actualmente, el recinto del antiguo convento de San Marcos agrupa varias instituciones y lugares en la plaza de San Marcos:
- la basílica de San Marcos, antigua iglesia conventual y parroquial que abre a la plaza y que alberga la tumba de Pico Della Mirandola, filósofo renacentista considerado el padre del humanismo;
- el museo Nacional de San Marcos, que corresponde a la parte del convento con las celdas decoradas por  Fra Angelico y la celda del predicador Savonarola,  al que se accede desde el antiguo claustro principal. También en el antiguo convento se encuentra una famosa colección de manuscritos en una biblioteca construida también por Michelozzo;
- el museo lapidario;
- los diferentes jardines y cenáculos;
- la Farmacia de San Marcos (en la via Cavour pero no accesible al público).

## Historia del convento

### Vallombrosanos y silvestrinos
El actual convento ocupa el lugar donde en el siglo XII existía un monasterio vallombino, que posteriormente pasó a manos de los monjes silvestrinos. Ambos grupos eran ramas de la Orden de San Benito. Al menos en la época de los silvestrinos, la iglesia se utilizaba tanto para las funciones litúrgicas monásticas como para las parroquiales.
De este periodo inicial se han redescubierto recientemente algunos restos de frescos por debajo del nivel del suelo. En 1418 los silvestrinos, acusados de laxismo en la observancia de la Regla, fueron presionados para que se marcharan, pero fue necesaria la intervención directa del papa Eugenio IV y del Concilio de Basilea para que finalmente, en 1437, los edificios fueran desalojados en San Marcos y pasaran a manos de los dominicos observantes procedentes del Convento de San Domenico de Fiesole. Un elemento decisivo fue la intervención de Cosimo de' Medici el Viejo, quien desde 1420 ya había mostrado su apoyo al convento franciscano reformado de Bosco ai Frati y desde su regreso del exilio en 1434 había dejado claro su deseo de ver una comunidad observante de dominicos establecida en Florencia. Cuando los silvestrinos se marcharon, trasladándose al monasterio más pequeño de San Giorgio alla Costa, los frailes dominicos se hicieron cargo de los edificios de San Marcos, que estaban en malas condiciones y durante unos dos años se vieron obligados a vivir en celdas húmedas o en chozas de madera. Recurrieron a Cosme de Médici el Viejo, que vivía cerca en el palacio familiar, ahora conocido como el Palacio Médici Riccardi, para que financiara la renovación de todo el complejo.

### Reconstrucción de los Médici
En 1437, Cosimo encargó a Michelozzo, el arquitecto favorito de la familia Medici, la reconstrucción del convento de San Marcos siguiendo las pautas del Renacimiento. En 1438 las obras estaban ya muy avanzadas y la dedicación final tuvo lugar la noche de la Epifanía de 1443 en presencia del papa Eugenio IV y del arzobispo de Capua, el cardenal Niccolò d'Acciapaccio. San Marcos se convirtió en uno de los elementos principales de la nueva configuración de la zona al norte del centro de Florencia (el llamado "quartiere Medici"), junto con el palacio de la familia Medici y la basílica de San Lorenzo. Estos años marcaron el apogeo del mecenazgo artístico de la familia Médici, sobre todo en relación con el traslado a Florencia del Concilio Ecuménico de Ferrara a Florencia en 1439. Michelozzo logró desarrollar un modelo arquitectónico para la biblioteca renacentista. Incluía una sala larga y estrecha, dividida en tres partes por dos filas de columnas lisas.
Según las Vidas de los más excelentes pintores, escultores y arquitectos de Giorgio Vasari, Cosimo invirtió en el nuevo convento una cantidad notable de dinero, que ascendió a unos 40.000 florines . Michelozzo trabajó en San Marco desde 1439 hasta 1444. Niccolò de' Niccoli desarrolló una colección de manuscritos a lo largo de su vida que abarcaban temas humanísticos y religiosos. A su muerte, Niccoli quiso donar su amplia colección de manuscritos a una biblioteca pública. Las condiciones del legado de Niccoli eran que los libros no fueran sólo para el uso de los monjes, sino para "omnes cives studiosi" (todos los ciudadanos interesados), que los monjes no pudieran vender o sacar los libros del monasterio, que la herencia de Niccoli pagara 300 florines de oro a los monjes por la construcción de la biblioteca y la conservación de los libros, y que se creara un comité de doce fideicomisarios que se hicieran responsables de los libros. El 6 de abril de 1441, los albaceas de Niccoli aceptaron que Cosme de Médici colocara los libros en la biblioteca del convento de San Marcos que estaba a punto de construir.
Desde su fundación, la naturaleza de la biblioteca de San Marcos estuvo determinada por la decisión de Cosme de Médici y de los fideicomisarios de Niccoli de establecer allí la colección de humanistas bibliófilos. La biblioteca de San Marcos representa el ideal humanista de los florentinos: una colección no establecida para una persona, sino para uso general. La biblioteca se dedicaba por igual a textos religiosos y profanos. Cuando se inauguró la biblioteca en 1444, había más de 400 volúmenes en 64 bancos. Sin embargo, Cosme no estaba satisfecho con ese número y tomó medidas para complementar la colección original con otros códices, especialmente los de los campos de estudio tradicionales

### Iglesia

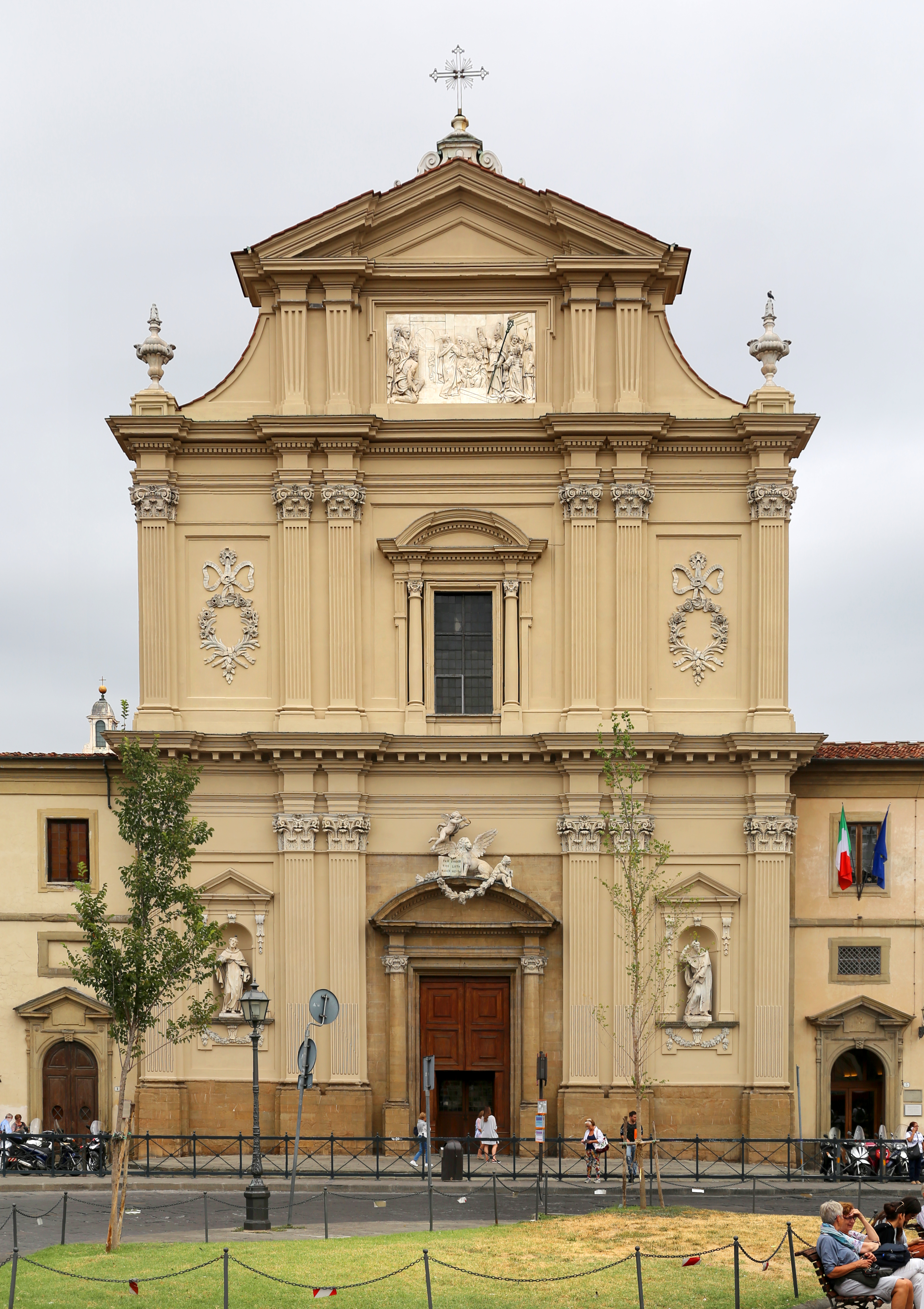
Fachada de la iglesia

La iglesia tiene una sola nave con capillas laterales diseñadas a finales del siglo XVI por Giambologna, y alberga pinturas de los siglos XVI y XVII. A finales del siglo XVII se realizaron también la tribuna y el techo tallado. En 1678, Pier Francesco Silvani llevó a cabo una nueva renovación. La fachada, de estilo neoclásico, se construyó en 1777-1778.
Entre las obras de arte, la más antigua es un crucifijo del siglo XIV en la contrafachada. El crucifijo del altar mayor (1425-1428) es de Fra Angelico. Sobre el primer altar a la derecha está Santo Tomás rezando de Santi di Tito de 1593, mientras que sobre el segundo altar hay una Virgen con santos de Fra Bartolomeo.
Giambologna completó la Cappella di Sant'Antonino (también conocida como Capilla Salviati) en mayo de 1589. La familia Salviati había estado unida por matrimonio a los Medici (el Papa León XI era hijo de Francesca Salviati, hija de Giacomo Salviati y Lucrezia de 'Medici). El interior fue decorado al fresco con una Traducción y Funeral de San Antonino Perozzi de Domenico Passignano. La cúpula de la capilla es de Bernardino Poccetti, también autor de los frescos de la Capilla del Sacramento. Este último también tiene lienzos de Santi di Tito, Crespi, Francesco Morandini, Jacopo da Empoli y Francesco Curradi.

### Convento

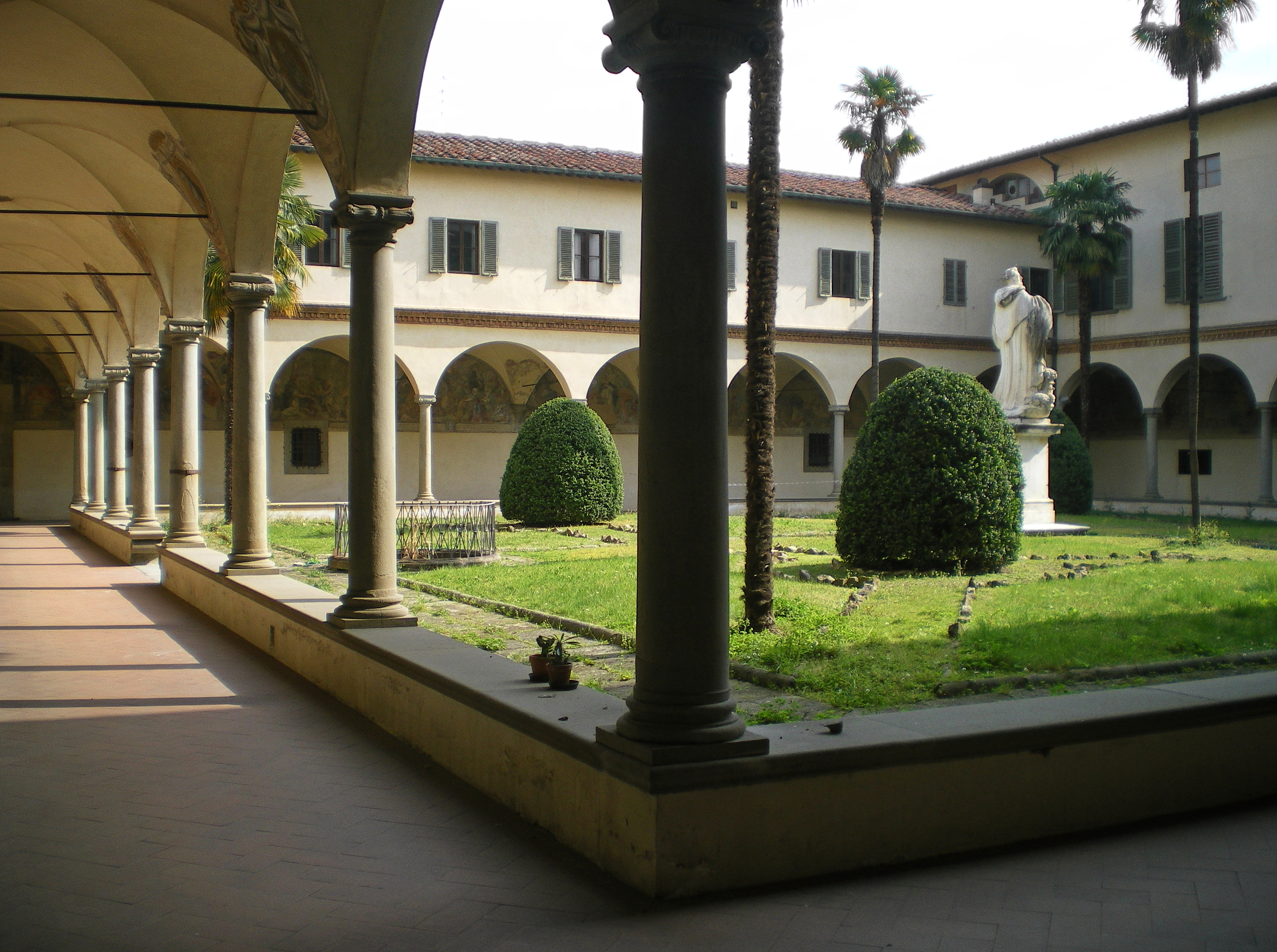
Claustro en el convento de San Marco

La obra se planificó según unas disposiciones que tenían en cuenta la sencillez y la practicidad, pero eran de gran elegancia: un edificio renacentista sobrio, aunque confortable. Los muros interiores estaban revestidos de yeso blanco, y la disposición se centraba en dos claustros (que llevaban el nombre de San Antonino y Santo Domingo), con los elementos conventuales habituales de una sala capitular, dos refectorios y habitaciones para los huéspedes en la planta baja. En la planta superior se encontraban las celdas de los frailes, pequeños recintos amurallados cubiertos por un tejado de una sola viga. Los claustros, la sala capitular y los dorters (o dormitorios), en la forma descrita, debieron estar terminados hacia 1440-1441. El dormitorio sur, que da a la plaza de San Marcos, se terminó en 1442. Las obras del resto del convento se prolongaron hasta 1452.

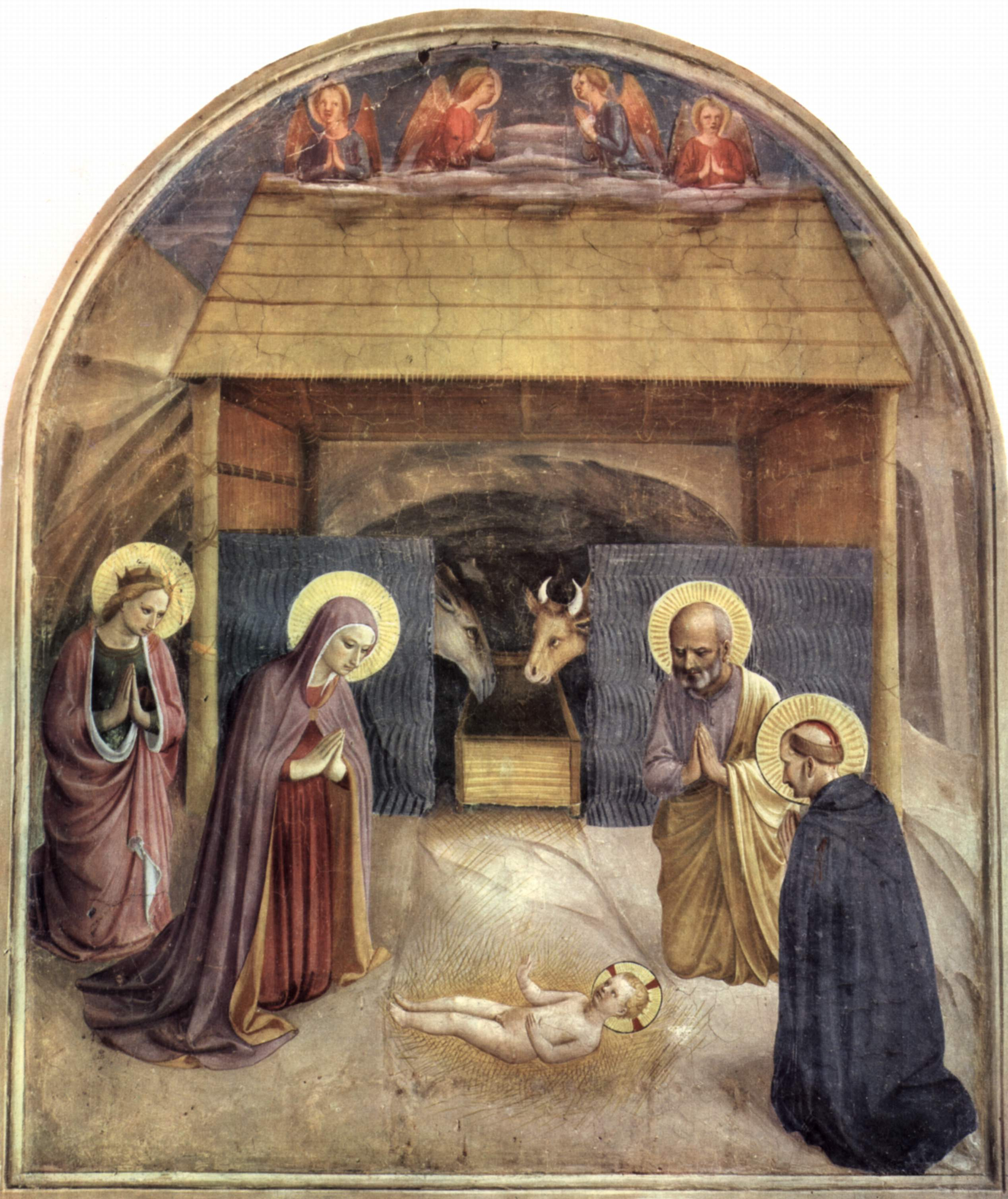
La adoración del niño Jesús, fresco de Beato Angelico en una de las celdas de los monjes del convento

Cosimo de' Medici tenía una celda en el convento, contigua a la de los frailes, para su retiro personal. Estas celdas del dorter o dormitorio de los frailes, incluido el de Cosimo, y muchas otras paredes fueron decoradas por Fra Angelico en colaboración con otros, incluido Benozzo Gozzoli .
Destaca en el convento la biblioteca del primer piso, espaciosa con dos hileras de columnas que forman tres naves cubiertas con bóveda de cañón. La gran cantidad de ventanas llenan la sala de luz natural para el estudio y la copia de manuscritos. Bajo Lorenzo il Magnifico, la biblioteca se convirtió en uno de los puntos de encuentro favoritos de humanistas florentinos como Agnolo Poliziano y Giovanni Pico della Mirandola, quienes podían consultar cómodamente las preciosas colecciones de libros reunidas por los Medici, con sus raros textos griegos y latinos. Ambos se encuentran entre las figuras significativas enterradas en San Marcos. El Papa Nicolás V estuvo involucrado en la biblioteca antes y después de asumir el trono papal. Fue el autor de una lista de libros recomendados para la biblioteca durante su etapa de planificación. Más tarde, como Papa, escribió recomendaciones para aquellos que buscaban acceso a la biblioteca.

### Etapa Savonarola

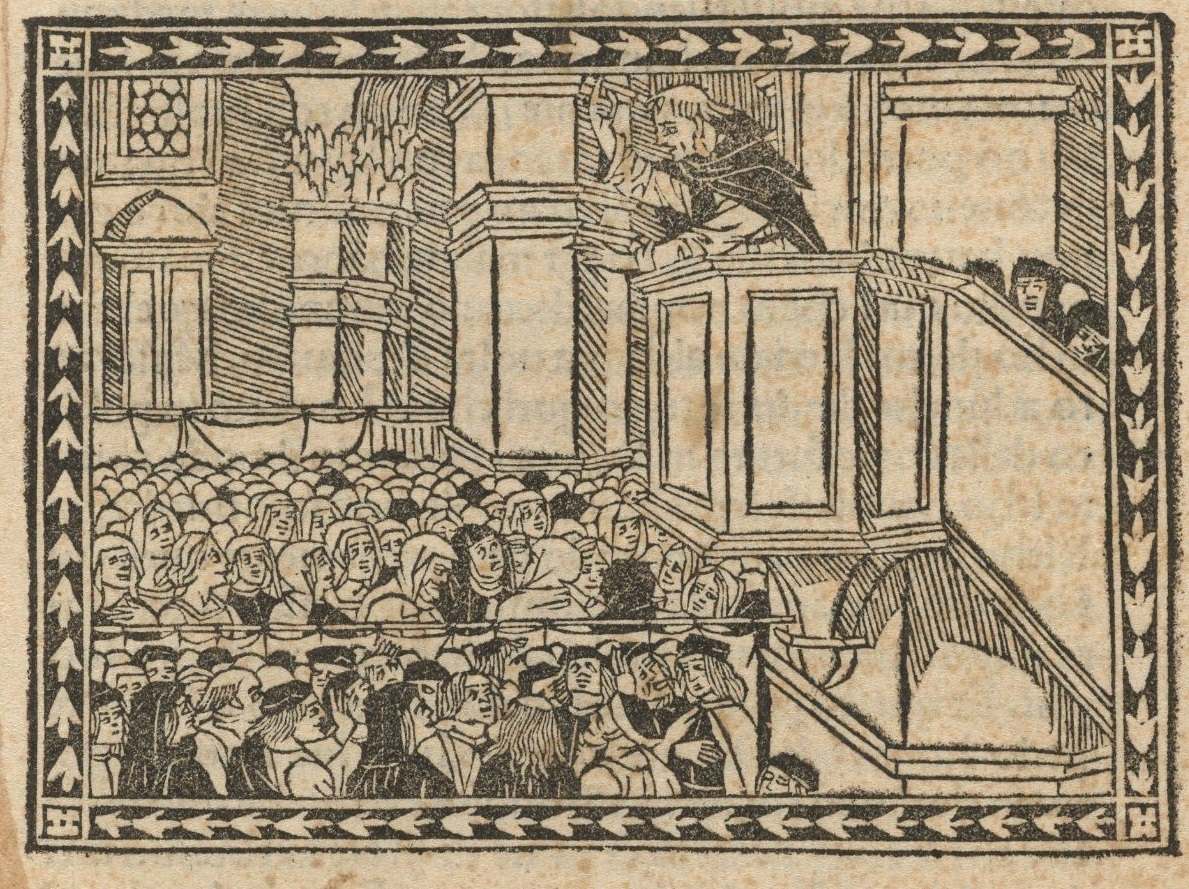
Ilustración de Compendio di revelacion, 1496, por Savonarola

Además de Fra Angelico, Antonino Pierozzi y Fra Bartolomeo, San Marcos fue el hogar a partir de 1489 del fraile Girolamo Savonarola. Habiéndose convertido en prior del convento, este último desató una feroz campaña contra la moral de los florentinos y su ostentación de lujo. Cayó en desgracia en la corte del Papa Alejandro VI Borgia y acabó quemado en la hoguera frente al Palazzo della Signoria en 1498.

## Tiempos recientes
El convento fue despojado de los dominicos en 1808, durante las guerras napoleónicas, y nuevamente en 1866, cuando pasó a ser posesión del estado.
Hasta hace poco, San Marco todavía albergaba una comunidad de frailes dominicos, que ocupaban la parte occidental del complejo adyacente al claustro más grande. En 2014, los pocos frailes restantes fueron trasladados para unirse a la comunidad de Santa Maria Novella en la ciudad.
El convento alberga ahora el Museo Nacional de San Marcos. La entrada al museo se realiza  desde el llamado Claustro de San Antonino, decorado con frescos de Bernardino Poccetti en el siglo XVI-XVII.